# 蕭斌
蕭 斌（しょう ひん、生年不詳 - 453年）は、南朝宋の軍人。本貫は南蘭陵郡蘭陵県。

## 経歴
丹陽尹の蕭摹之の子として生まれた。彭城王劉義康が豫章に駐屯すると、蕭斌はその下で大将軍諮議参軍・豫章郡太守をつとめた。南蛮校尉や侍中を歴任した。
元嘉27年（450年）6月、輔国将軍・青冀二州刺史に任じられた。7月、王玄謨らを率いて北伐した。将軍の崔猛や参軍の傅融を派遣して北魏の碻磝を陥落させた。崔猛が北魏の青州刺史の張淮之を楽安に攻めると、張淮之は城を棄てて敗走した。蕭斌は滑台を包囲したが落とせず、元嘉28年（451年）1月に撤退して歴城に帰った。
5月、晋の皇族を詐称する司馬順則が斉王と号し、楽安渤海二郡太守の崔勲之が留守にしている隙をついて、梁鄒城を占拠した。沙門で司馬百年と自称する者が安定王を号し、また秦凱之・祖元明らが村屯で司馬順則に呼応して叛いた。蕭斌は崔勲之に申坦や羅文昌らの諸軍を率いて司馬順則を攻めさせたが、敗北した。蕭斌は輔国府司馬・斉郡太守の龐秀之に諸軍を率いさせ、安丘城に拠る祖元明を攻撃させた。また蕭斌は振武将軍の劉武之と軍主の劉回に精兵1000人を与えて、司馬百年を攻めさせ、これを斬った。司馬順則は孤立して人心が離反しはじめた。羅文昌が偽って反乱軍に投降すると、城内の李継叔らに官軍への帰順を勧めた。羅文昌は工作が漏れて殺害されたが、李継叔は城を抜け出して官軍に降ったため、反乱軍は大きく瓦解した。官軍が梁鄒城を包囲して攻めたて、衝車で城壁を突き崩した。8月、南門の楼上から1本の縄が城外に垂らされ、官軍の兵がその縄を上ると、反乱軍は武器を棄てて、自ら司馬順則を斬ったといい、首を放り投げた。秦凱之は河北に逃れた。蕭斌は滑台での敗北の罪を問われて免官されたが、しばらくして南平王劉鑠の下で右軍長史に起用された。
元嘉30年（453年）2月、劉劭が文帝を殺害すると、蕭斌は宮中に侍衛宿直した。劉劭が帝を称し、太初と改元するにあたり、蕭斌は詔の起草を命じられたが、先君の死去年を越さない改元に反対したため、代わりに王僧綽が作成した。蕭斌は散騎常侍・領軍将軍・尚書僕射に任じられた。孝武帝が劉劭打倒のために起兵すると、蕭斌は劉劭の歩兵を統括した。4月、魯秀・王羅漢らを率いて新亭塁を攻撃したが、柳元景に敗れて逃走した。朱雀門から入城しようとしたとき、臂に流れ矢を受けて負傷した。5月、大航が陥落したと聞くと、敗北を悟って白幡を掲げて孝武帝に降伏したが、処刑された。蕭斌の子弟も族滅された。

## 伝記資料
- 『宋書』巻78 列伝第38
- 『宋書』巻99 列伝第59
- 『南史』巻14 列伝第4